# Stefano Baldini
Stefano Baldini (ur. 25 maja 1971 w Castelnovo di Sotto) – włoski lekkoatleta długodystansowiec i maratończyk, mistrz olimpijski.
Rozpoczął karierę jako długodystansowiec. W 1989 zajął 9. miejsce w biegu na 5000 metrów podczas mistrzostw Europy juniorów, a rok później był najsilniejszym punktem (13. lokata indywidualnie) włoskiej drużyny juniorów, która zdobyła brązowe medale mistrzostw świata w przełajach. Na mistrzostwach Europy w 1994 w Helsinkach zajął 20. miejsce w biegu na 10 000 m. Zwycięzca biegu na 10 000 metrów podczas superligi pucharu Europy. Na mistrzostwach świata w 1995 w Göteborgu zajął 18. miejsce na tym dystansie. Na igrzyskach olimpijskich w 1996 w Atenach odpadł w półfinale na 5000 m, a na 10 000 m zajął 18. miejsce.
29 września 1996 zdobył złoty medal na mistrzostwach świata w półmaratonie w Palma de Mallorca. Po tym sukcesie postanowił skoncentrować się na biegu maratońskim. W 1997 zajął 2. miejsce w Maratonie Londyńskim i 3. miejsce w Maratonie Nowojorskim. Na mistrzostwach świata w Atenach wystąpił na 10 000 m i zajął 9. miejsce w finale. W 1998 najpierw zwyciężył w Maratonie Rzymskim, a potem zdobył złoty medal w biegu maratońskim na mistrzostwach Europy w Budapeszcie.
Nie ukończył maratonu na igrzyskach olimpijskich w 2000 w Sydney. Zdobył za to brązowy medal w maratonie na mistrzostwach świata w 2001 w Edmonton. W tym samym roku wygrał bieg maratoński w Madrycie. Zajął 4. miejsce na mistrzostwach Europy w 2002 w Monachium na 10 000 m. W 2003 ponownie zajął 2. miejsce w Maratonie Londyńskim poprawiając (wynikiem 2:07:22) własny rekord kraju ustanowiony 4 lata wcześniej na tych samych zawodach. Ponownie też zdobył brązowy medal w maratonie na mistrzostwach świata w 2003 w Saint-Denis.
Na igrzyskach olimpijskich w 2004 w Atenach został mistrzem w biegu maratońskim z czasem 2:10:55 (Prowadzący na kilka kilometrów przed metą Brazylijczyk Vanderlei de Lima został zaatakowany przez kibica, utracił prowadzenie i ostatecznie ukończył bieg na 3. pozycji). Nie ukończył tego dystansu na mistrzostwach świata w 2005 w Helsinkach. Został po raz drugi złotym medalistą w maratonie na mistrzostwach Europy w 2006. Na igrzyskach olimpijskich w 2008 w Pekin zajął w tej konkurencji 12. miejsce.
Był mistrzem Włoch na 10 000 m od 1993 do 1996 oraz w 2001, 2002 i 2009, a także w półmaratonie 1995, 1998, 2001 i 2004 oraz w biegu na 10 km w 2010.
W 2010 ogłosił zakończenie kariery sportowej.
Żonaty (w separacji) z włoską płotkarką i sprinterką Virną De Angeli.

## Rekordy życiowe
- bieg maratoński – 2:07:22 (2006) rekord Włoch